# Ипомея квамоклит
Ипоме́я квамоклит (лат. Ipomoea quamoclit) — однолетнее травянистое вьющееся растение, вид рода Ипомея (Ipomoea) семейства Вьюнковые (Convolvulaceae). Происходит из Центральной Америки, повсеместно культивируется как садовое декоративное растение, нередко дичает.
Ядовитое растение. Семена в некоторых странах используются в народной медицине как слабительное средство.

## Этимология
Научное название рода «ипомея» образовано от греческих слов ips, означающего «червь» и homoios — «похожий». По наиболее распространенной версии оно дано по виду ползучей корневой системы у многих представителей этого рода, по альтернативной — за вьющийся «червеобразный» характер побегов многих видов ипомеи. Иногда растение упоминается под устаревшими ботаническими названиями, вошедшими в синонимику рода: фарбитис (Pharbitis), квамоклит (Quamoclit), луноцвет или калониктион (Calonyction) и некоторыми другими.
Садоводы иногда называют представителей рода обиходным названием вьюнок, хотя Вьюнок (Convolvulus) — другой род внутри семейства Вьюнковые (Convolvulaceae) с похожим обликом, или граммофончики, за сходство венчика цветков ипомеи с рупором граммофона.  В англоязычных источниках некоторые виды, в первую очередь Ipomoea violacea, обиходно называют англ. morning glory, что в русскоязычных материалах зачастую переводится как «утреннее сияние».
Видовой эпитет quamoclit дал растению Карл Линней, это название использовал ещё Карл Клузиус (1526—1609) в своих сочинениях.
В литературе по садоводству нередко встречается под названием Quamoclit pennata (Квамоклит перистый), которое сейчас входит в синонимику вида. Английское общеупотребительное название растения — cypress-vine («кипарисная/кипарисовая лиана», «кипарисная/кипарисовая лоза»).

## Распространение
Естественный ареал вида — страны Центральной Америки (Белиз, Гватемала, Гондурас, Коста-Рика, Мексика, Никарагуа, Панама, Сальвадор).
Культивируется по всему свету, иногда дичает (в этом случае встречается в том числе на полях и пустырях). Как заносное растение встречается в полях, на пустырях в США и Канаде, во многих странах Африки и Евразии, а также в Австралии.

## Биологическое описание

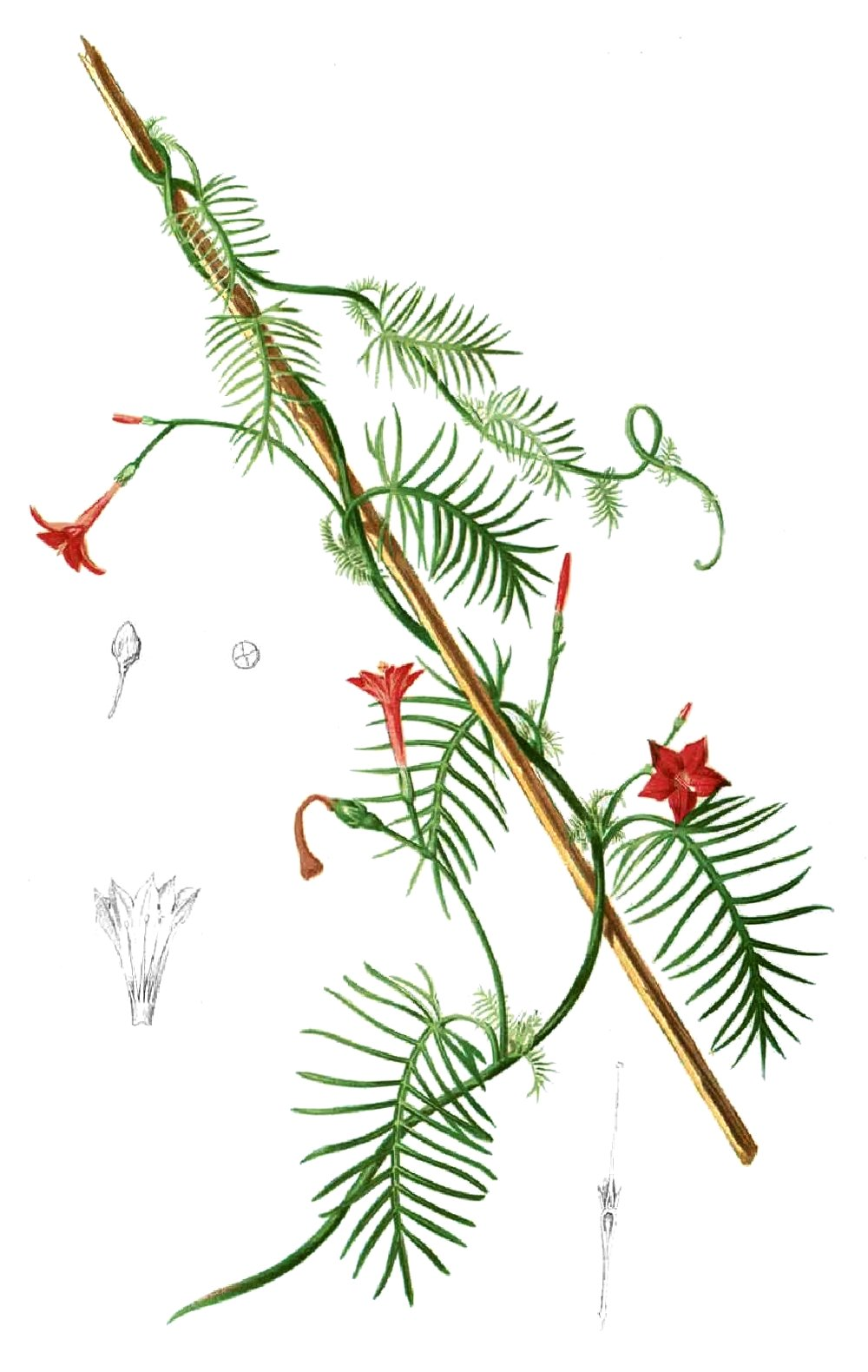
Ипомея квамоклит.

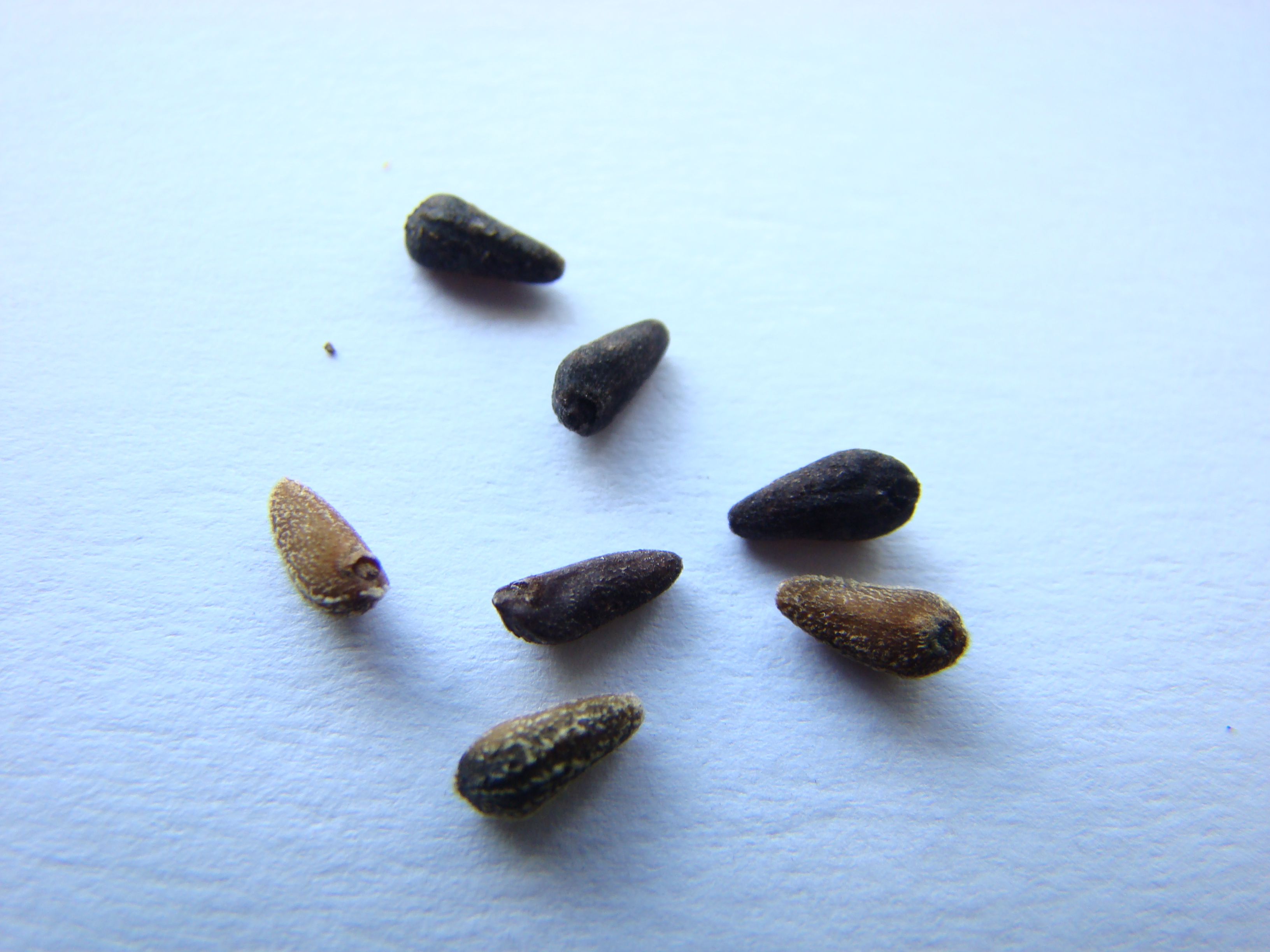
Семена

Однолетнее травянистое вьющееся растение. Стебли тонкие, вьющиеся, голые, в длину достигают от 1 до 5 м. Листья — с черешками длиной от 1 до 3 см. Листовая пластинка имеет характерный вид: разделена до срединной жилки на многочисленные очень тонкие (почти линейные) лопасти; в очертании листовые пластинки широкояйцевидные, длиной от 4 до 8 см.
Плодоножки удлинённые, значительно длиннее черешков, с одиночным цветком на своей верхушке (иногда — с несколькими цветками). Чашелистики — округлой формы, с заострённой верхушкой; венчик трубчатый, его верхняя часть имеет форму подноса с углублением в центре. Венчики обычно алые или оранжевые, изредко встречаются белые. Пыльники и столбик выступают за пределы венчика. Цветут растения с лета до осени. Плод — четырёхгнёздная коробочка.
Число хромосом: 2n = 30.

## Агротехника

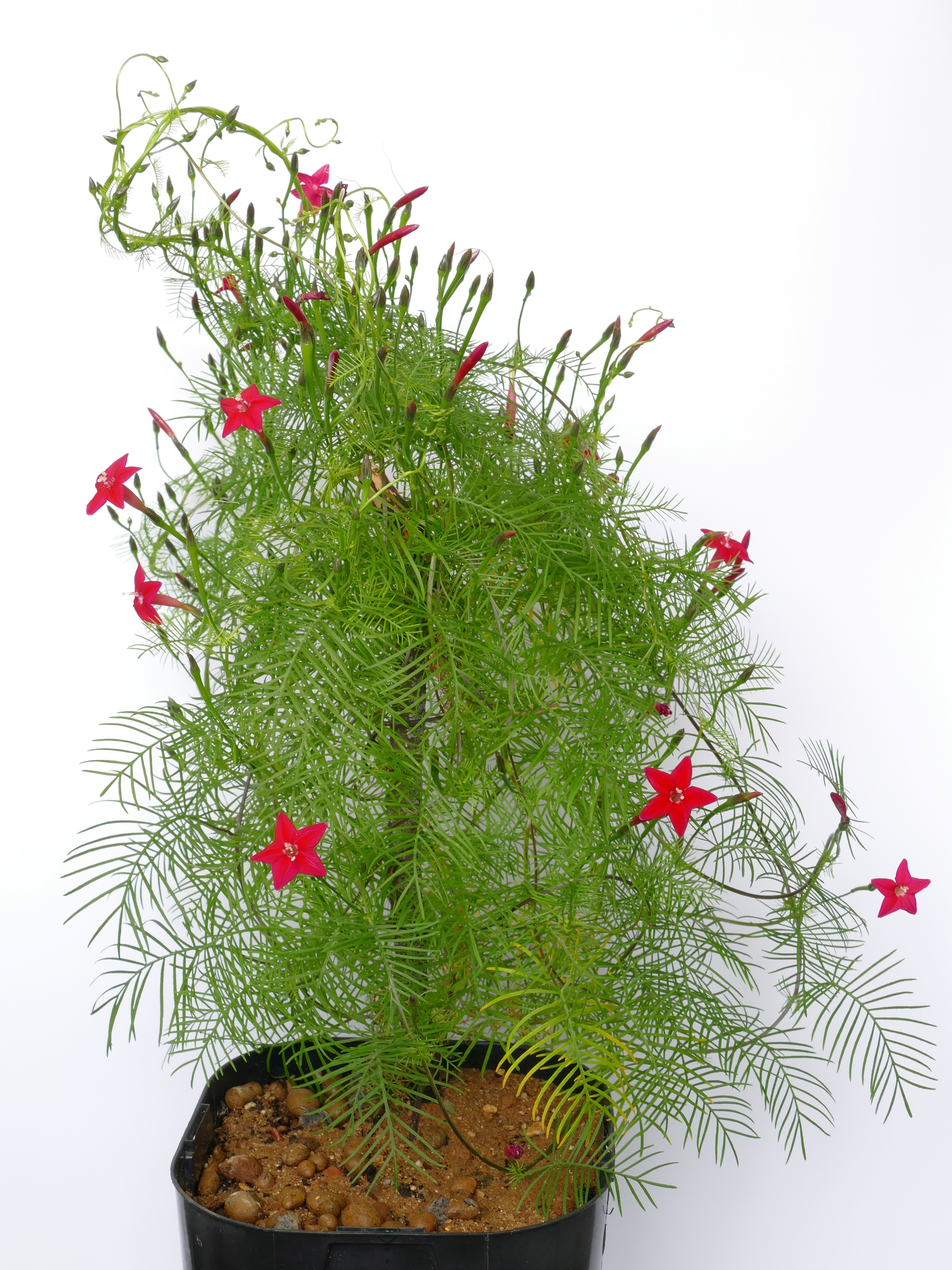
Ипомея квамоклит, выращиваемая как горшочная культура

При культивировании растения лучше всего развиваются в тёплом, закрытом от ветра месте. Может культивироваться в открытом грунте в зонах морозостойкости от 8 до 12.

## Таксономия и классификация
Первое действительное описание этого вида было опубликовано Карлом Линнеем в первом томе первого издания его работы «Виды растений» (Species plantarum, 1753); он включил его в род Ipomoea и присвоил ему видовой эпитет quamoclit. Это название использовал ещё Карл Клузиус (1526—1609) в своих сочинениях; Линней ссылается в своём описании вида на работу Клузиуса Curae posteriores (1611) и приводит из неё название Quamoclit s[ivu] Jasminum americanum («Квамоклит, или Жасмин американский»). Кроме того, Линней ссылается на свою работу 1737 года «Сад Клиффорда» (Hortus Cliffortianus): в ней, помимо описания этого растения, есть и пояснение автора, что «квамоклит» — это варварское название.
Линней описал вид как Ipomoea foliis pinnatifidis linearibus, floribus solitariis («Ипомея с линейно-перистыми листьями, одиночными цветками»), а также указал, что это однолетнее растение и оно «обитает в Индии». В соответствии с половой системой классификации, которую Линней использовал в Species plantarum, вид был отнесён к V классу (Pentandria, Пятитычинковые), а внутри класса — к порядку Monogynia (Однопестичные).

### Синонимы
По информации базы данных Plants of the World Online (по состоянию на начало 2023 года), в синонимику вида входят следующие названия:
Гомотипные синонимы
- Convolvulus pennatifolius Salisb. (1796), nom. superfl.
- Convolvulus pennatus Desr. (1792), nom. superfl.
- Convolvulus quamoclit (L.) Spreng. (1824)
- Quamoclit pennata Bojer (1837), nom. superfl. — квамоклит перистый
- Quamoclit quamoclit (L.) Britton (1898), not validly publ.
- Quamoclit vulgaris Choisy (1833), фактически опубликовано в 1834 году

Гетеротипные синонимы
- Incarvillea argyi H.Lév. (1914)
- Clitocyamos pinnatifidus St.-Lag. (1880)
- Convolvulus pennifolius Drapiez (1835)
- Ipomoea cyamoclita St.-Lag. (1880)
- Ipomoea erecta Michx. (1792)
- Ipomoea quamoclit var. pectinata (Hallier f.) Ooststr. (1953)
- Quamoclit pennata var. pectinata Hallier f. (1896)
- Quamoclit vulgaris var. albiflora G.Don (1837)